# De Vlaamse Leeuw
De Vlaamse Leeuw este imnul național din regiunea Flandra, Belgia.

## Sunet
O versiune instrumentală a De Vlaamse Leeuw: